# 水口城南站
水口城南站（日语：／ Minakuchijyonan eki */?）是位於滋賀縣甲賀市水口町水口，近江鐵道本線的車站。車站編號為OR36。甲賀市政廳最近此站。

## 歷史
- 1989年（平成元年）4月5日 - 近江鐵道車站啟用。

## 車站構造
車站是一座地面車站，設有1面1線的單式月台。日間為有人車站。車站大樓為一座二層高的建築物。

## 使用狀況
以下為近年一日平均乘車人次列表
| 年度   | 一日平均 乘車人次 |
| ------ | ----------------- |
| 2006年 | 515               |
| 2007年 | 515               |
| 2008年 | 546               |
| 2009年 | 521               |
| 2010年 | 542               |
| 2011年 | 529               |
| 2012年 | 540               |
| 2013年 | 581               |
| 2014年 | 553               |
| 2015年 | 567               |
| 2016年 | 545               |

## 車站周邊
- 甲賀市政廳
- 甲賀警署（日语：甲賀警察署）
- 甲賀市消防本部
- 甲賀區檢察廳
- 法務局甲賀分局
- 城南交番
- 水口郵局（日语：水口郵便局）
- 碧水會堂
- 甲賀市立水口圖書館
- 甲賀愛好者市民會堂
- 滋賀縣立水口高等學校（日语：滋賀県立水口高等学校）
- 甲賀簡易裁判所
- 水口城（日语：水口城）蹟
- 水口公園
  - 水口神社（日语：水口神社 (甲賀市)）
- 國道307號（日语：国道307号）
- 大池寺・蓬萊庭園
- 西友水口店
- EDION（日语：エディオン）水口店
- 米利Power（日语：コメリパワー）水口店
- 餃子的王將米利水口店
- Valor 水口店
- 甲賀市城市規劃活動中心

## 巴士路線
車站東南方約150米（步行約5分鐘）可到達甲賀市社區巴士「愛好者市民會堂」巴士站。
| 乘車處         | 乘車處                    | 系統                                               | 主要途經                 | 目的地         | 巴士公司           | 備註 |
| -------------- | ------------------------- | -------------------------------------------------- | ------------------------ | -------------- | ------------------ | ---- |
| 愛好者市民會堂 |                           | 八田路線                                           | 甲賀醫院、甲賀市水口分所 | 貴生川站       | 甲賀市社區巴士     |      |
| 愛好者市民會堂 | 廣域水口線                | 甲賀醫院、甲賀市水口分所、貴生川站、寺庄站         | 甲賀站北出口             | 甲賀市社區巴士 | 平日2班            |      |
| 愛好者市民會堂 | 廣域水口線                | 甲賀醫院、甲賀市水口分所、貴生川站、寺庄站、岩室里 | 甲賀醫院                 | 甲賀市社區巴士 | 平日1班            |      |
| 愛好者市民會堂 | 廣域水口線                | 甲賀醫院、甲賀市水口分所、貴生川站、寺庄站         | 上馬杉                   | 甲賀市社區巴士 | 平日1班            |      |
| 愛好者市民會堂 | 柏木巡回路線              | 甲賀醫院                                           | 甲賀市水口分所           | 甲賀市社區巴士 |                    |      |
| 愛好者市民會堂 | 土山本線                  | 甲賀醫院、看護學校                                 | 貴生川站北出口           | 甲賀市社區巴士 |                    |      |
| 愛好者市民會堂 | 希望丘、水口線            | 甲賀醫院、甲賀市水口分所、南中心                   | 貴生川站                 | 甲賀市社區巴士 |                    |      |
| 愛好者市民會堂 | 廣野台路線                | 宇田、宇川東                                       | 貴生川站                 | 甲賀市社區巴士 |                    |      |
| 愛好者市民會堂 | 柏木巡回路線              | 北脇、泉                                           | 三雲站                   | 甲賀市社區巴士 | 平日1本            |      |
| 愛好者市民會堂 | 柏木巡回路線              | 北脇、泉、酒人、北脇                               | 市政廳水口分所           | 甲賀市社區巴士 |                    |      |
| 愛好者市民會堂 | 柏木巡回路線              | 北脇、酒人、泉、北脇                               | 市政廳水口分所           | 甲賀市社區巴士 |                    |      |
| 愛好者市民會堂 | 廣野台路線                | 甲賀醫院、綾野、工業團地口                         | 廣野台中央               | 甲賀市社區巴士 |                    |      |
| 愛好者市民會堂 | 廣野台路線                | 甲賀醫院、綾野、伴谷保育園                         | 廣野台中央               | 甲賀市社區巴士 |                    |      |
| 愛好者市民會堂 | 八田路線                  | 綾野、水口站、櫻丘、八田                           | 下田                     | 甲賀市社區巴士 |                    |      |
| 愛好者市民會堂 | 土山本線                  | 綾野、水口站、近江土山、田村神社                   | 若宮神社                 | 甲賀市社區巴士 | 黃昏至晚間運行     |      |
| 愛好者市民會堂 | 土山本線                  | 綾野、新水口、近江土山、田村神社                   | 若宮神社                 | 甲賀市社區巴士 | 黃昏至晚間以外運行 |      |
| 愛好者市民會堂 | 廣域水口線 希望丘、水口線 |                                                    | 綾野                     | 甲賀市社區巴士 | 平日運行           |      |

## 相鄰車站
近江鐵道
■本線（水口·蒲生野線）
水口石橋（OR35）－水口城南（OR36）－貴生川（OR37）

## 注腳
1. ↑  甲賀市統計書

## 外部連結
- 水口城南站 （页面存档备份，存于）（日語）（各站資訊）- 近江鐵道